# Ljubiša Stefanović
Ljubiša „Leo” Stevanović (szerbül: Љубишa Cтeвaнoвић; Belgrád, Szerb Királyság, 1910. január 4. – Nizza, Franciaország, 1978. május 17.) szerb labdarúgóhátvéd, edző.
A Jugoszláv királyság válogatottjának tagjaként részt vett az 1930-as világbajnokságon.

## Sikerei, díjai
FC Sète
- Francia kupagyőztes (1): 1930